# Philippe Jules van Zuylen van Nyevelt
Philippe Jules, comte van Zuylen van Nyerelt, né le 5 janvier 1743, mort le 20 février 1826, est un général et homme politique hollandais.

## Biographie
Né le 5 janvier 1743 à Rotterdam, Philippe Jules Van Zuylen van Nyevelt est le fils de Jacques van Zuylen et d'Adélaïde Jeanne Timmers. Le 29 juin 1779,  il épouse Clara Helena de Wacker van Son. Ensemble, ils ont sept enfants :
- Adelaide Jeanne van Zuylen van Nijevelt (1780-)
- Pieter Hendrik van Zuylen van Nijevelt (1782–1825)
- Julie van Zuylen van Nijevelt (1783–1864)
- Jeanne Marie Catherine van Zuylen van Nijevelt (1786–1848)
- Susanne Henriette van Zuylen van Nijevelt (1787–1831)
- Arnoud Jacob van Zuylen van Nijevelt (1788–1821)
- Henriette Catherine Martha van Zuylen van Nijevelt (1792–1878)

## Carrière militaire
Il suit la carrière des armes. Cornette dans un régiment de carabiniers en 1767, il passa par tous les grades et resta longtemps colonel de dragons. 
En 1795, il fut nommé général-major. Il se distingua dans la guerre contre les Anglo-russes qui avaient envahi la Hollande du Nord et fut grièvement blessé le 27 avril 1799. Lieutenant-général et gouverneur de La Haye en 1804, il fut nommé par le roi Louis Bonaparte maréchal commandant militaire des Deux-Hollandes et de la province d'Utrecht, grand chambellan, grand maître des cérémonies, président du conseil de la noblesse et grand-croix de l'Ordre de l'Union. 
Après l'absorption du royaume de Hollande par l'Empire français, il fut appelé à siéger au Sénat conservateur le 30 décembre 1810. Il fut créé Comte de l'Empire le 17 mars 1811. Il contribua au rappel des Bourbons en 1815, et à son retour dans sa patrie fut confirmé par le roi des Pays-Bas dans ses titres et dignités.
Il mourut à Utrecht le 20 février 1826

## Sources
1. ↑  Royal Ancestry File

- « Philippe Jules van Zuylen van Nyevelt », dans Adolphe Robert et Gaston Cougny, Dictionnaire des parlementaires français, Edgar Bourloton, 1889-1891 [détail de l’édition]
- Jean Tulard, Napoléon et la noblesse d'Empire: avec la liste des membres de la noblesse, 1986, p. 202: VAN ZUYLEN VAN NYEVELT (Philippe-Jules) Sénateur, 17 mars 1811.